# Яков Ліцман
Яков Ліцман (івр. יעקב ליצמן; нар. 2 вересня 1948, Німеччина) — ізраїльський державний, політичний і релігійний діяч, міністр охорони здоров'я Ізраїлю (2015—2020). Очолює блок Яхадут ха-Тора у Кнесеті, представляє партію Агудат Ісраель.

## Біографія
Ліцман народився 1948 року в польській родині, яка пережила Голокост, у таборі біженців, у Німеччині. Коли йому було два роки, родина переїхала до Боро-Парк у Брукліні, де він виріс. У віці 17 років він продовжив навчання в Ізраїлі. Його перша посада — директор хасидської школи «Бейт Яаків» у Єрусалимі. Є хасидом Гурського ребе.
1999 року нинішній ребе просив Ліцмана відмовитися від громадянства США та приєднатися до партії «Агудат Ісраель» для участі у виборах, що відбулися цього року. З того часу він є лідером фракції «Агудат Ісраель» у кнесеті.
У 1999—2001 роках Ліцман був членом комісії Кнесету з внутрішніх справ і заступником голови комісії з праці та соціального захисту. У рамках коаліційної угоди з правлячою партією Арієля Шарона у 2000 році Ліцмана було призначено головою фінансової комісії Кнесету, обіймав цю посаду до 2007 року.
Ліцман одружений, має п'ятьох дітей, володіє івритом, ідишем та англійською мовою, живе в Єрусалимі.
З квітня 2009 до березня 2013 року обіймав посаду заступника міністра охорони здоров'я Ізраїлю, і фактично очолював це міністерство, оскільки портфель міністра залишився за главою уряду. У вересні 2015 року обійняв посаду міністра.

## Відставка
1 червня 2022 року Ліцман склав із себе повноваження депутата кнесета. Він був змушений піти на цей крок після визнання своєї провини у спробі перешкодити екстрадиції Малки Лайфер, звинуваченої в Австралії у серії злочинів на сексуальному ґрунті щодо школярок.